# Comuna Ibănești, Vaslui
Ibănești este o comună în județul Vaslui, Moldova, România, formată din satele Ibănești (reședința), Mânzați și Puțu Olarului.

## Istorie
Satul Mânzați este cea mai veche așezare atestată istoric și a primit numele lui Toader Mânzat, amintit în cronici de domnitorul Ștefan cel Mare. Existența satului a fost menționată pentru prima dată într-un document emis pe 24 aprilie 1434. Actualmente, actul este păstrat în Arhivele Centrale de Stat din Varșovia, într-o secțiune dedicata Moldovei.
La sfârșitul secolului al XIX-lea, comuna făcea parte din plasa Simila a județului Tutova și era alcătuită din satele Ibănești, Puțu Olarului, Corneiul și Ghicani, cu o populație de 900 de locuitori. În comună funcționau două biserici și o școală primară de băieți. La acea vreme, pe teritoriul actual al comunei, funcționa în aceiași plasă și comuna Mânzați-Răzăși, alcătuită din satele Ibana, Mânzați-Boerești și Mânzați-Răzăși (reședința), cu o populație de 833 de locuitori. În comună exista o școală primară de băieți și o biserică.
Anuarul Socec din 1925 consemnează comunele în aceiași plasă. Comuna Ibănești avea o populație de 1158 de locuitori, iar comuna Mânzați – 800.
În anul 1950, comunele au fost incluse în raionul Bârlad din regiunea Bârlad și (după 1956) din regiunea Iași. În acest timp, satul Ibana a fost desființat. În anul 1956, satul Ghicani a trecut la comuna Alexandru Vlahuță. În anul 1964, satele Mânzați-Boerești și Mânzați-Răzeși primesc numele de Mânzații de Jos și Mânzații de Sus.
În anul 1968, comuna Ibănești a trecut la județul Vaslui, dar a fost desființată imediat, iar satele ei au incluse în cadrul comunei Alexandru Vlahuță. Tot atunci, satul Mânzații de Jos a primit numele de Mânzați, iar satul Mânzații de Sus a fost desființat și contopit cu satul Mânzați. Comuna Ibănești a fost înființată în anul 2003, în structura actuală.

## Caracterizare fizico-geografică

### Geologia
Teritoriul comunei Ibănești aparține din punct de vedere geologic de Platforma Moldovenească. Aceasta este alcatuită dintr-un soclu puternic cutat și metamorfozat de vârsta precambiana, și o cuvertură necutată cu structură monoclinală post proterozoică.
Cuvertura este alcatuită dintr-o succesiune de argile și nisipuri, având intercalate orizonturi de calcar . Cuaternarul este reprezentat prin depozitele aluviale, întâlnite in lunca râului Ibana.

### Relieful
Relieful poate fi caracterizat in general drept structural si fragmentat, datorită văilor adânci și a faptului că dealurile sunt înguste.
Cotele cele mai înalte sunt în cele doua culmi interfluviale aproape paralele în estul și respectiv vestul comunei numite de localnici “zări”. Celelalte dealuri sunt mai scunde, înălțimea lor fiind in raport cu distanța fața de albia râului .
De o parte și de alta a râului Ibana apare aspectul de șes .Cotele cele mai înalte sunt în zona de vest a comunei .În vestul satului Mânzați sunt: Dealul Gherghești 447,8 m, Dealul Lunca 382,5 m. În vestul satului Ibănesti este o cotă de 357,8 pe Dealul Oblic. În vestul satului Puțu Olarului este o cotă de 298 m pe dealul Buciog. În estul comunei cea mai înaltă cotă este 297 metri pe dealul Pătrășcani. Peste 250 metri au dealurile Cojocăriței si dealul Bombonica.

### Clima
Climatul comunei are un caracter continental, cu ierni reci și veri calde și uscate. Temperatura medie anuală este de 9.8 grade C. Maxima anuală se înregistrează în luna iulie (22 grade C), iar minima se înregistrează în luna ianuarie (-3. 5 grade C). În anul 1936 s-a Înregistrat o valoare maximĂ de 39.7 grade C, iar în anul 1942 s-a înregistrat o valoare minimă de -30.5 grade C. Regimul pluviometric exprimă un climat continental cu variații mari în timp si spațiu, diferența anuală de precipitații dintre regiuni se datorează condițiilor geografice și expunerii în calea maselor de aer umed. Cantitatea anuală de precipitații în zona este de 437 l/mp. În luna iunie se înregistrează o cantitate de 73.4 l/mp, iar în luna februarie o cantitate de 23.8 l/mp. Cantitatea maximă de precipitații în 24 h, s-a înregistrat în luna august 1968 (86.4 l/mp). Vântul are cea mai mare medie la începutul primaverii (3.9 m/s) iar cea mai mică la sfârșitul verii (2.6 m/s). Dominante sunt cele din nord , apoi cele din nord-est si sud. Precipitațiile sunt de cele mai multe ori insuficiente pentru culturile agricole. În perioadele calde ale anului grindina este destul de frecventă . În iulie 2000 grindina a distrus total sau parțial culturile agricole pe 50 la sută din suprafațele cultivate și a distrus total acoperișurile la peste 100 de case.

### Apele

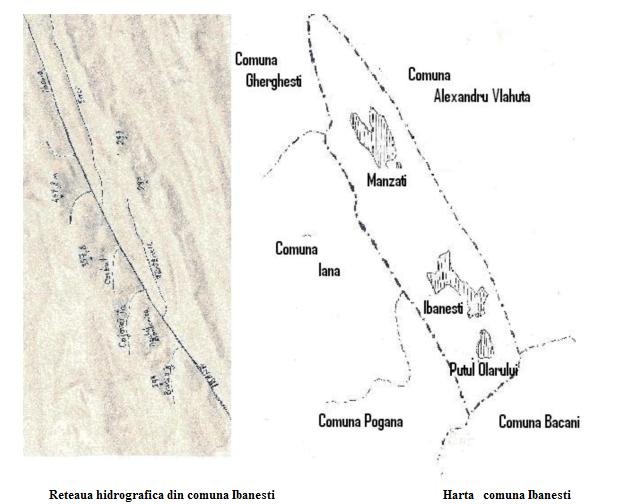
Hidrografie Ibăneşti, Vaslui

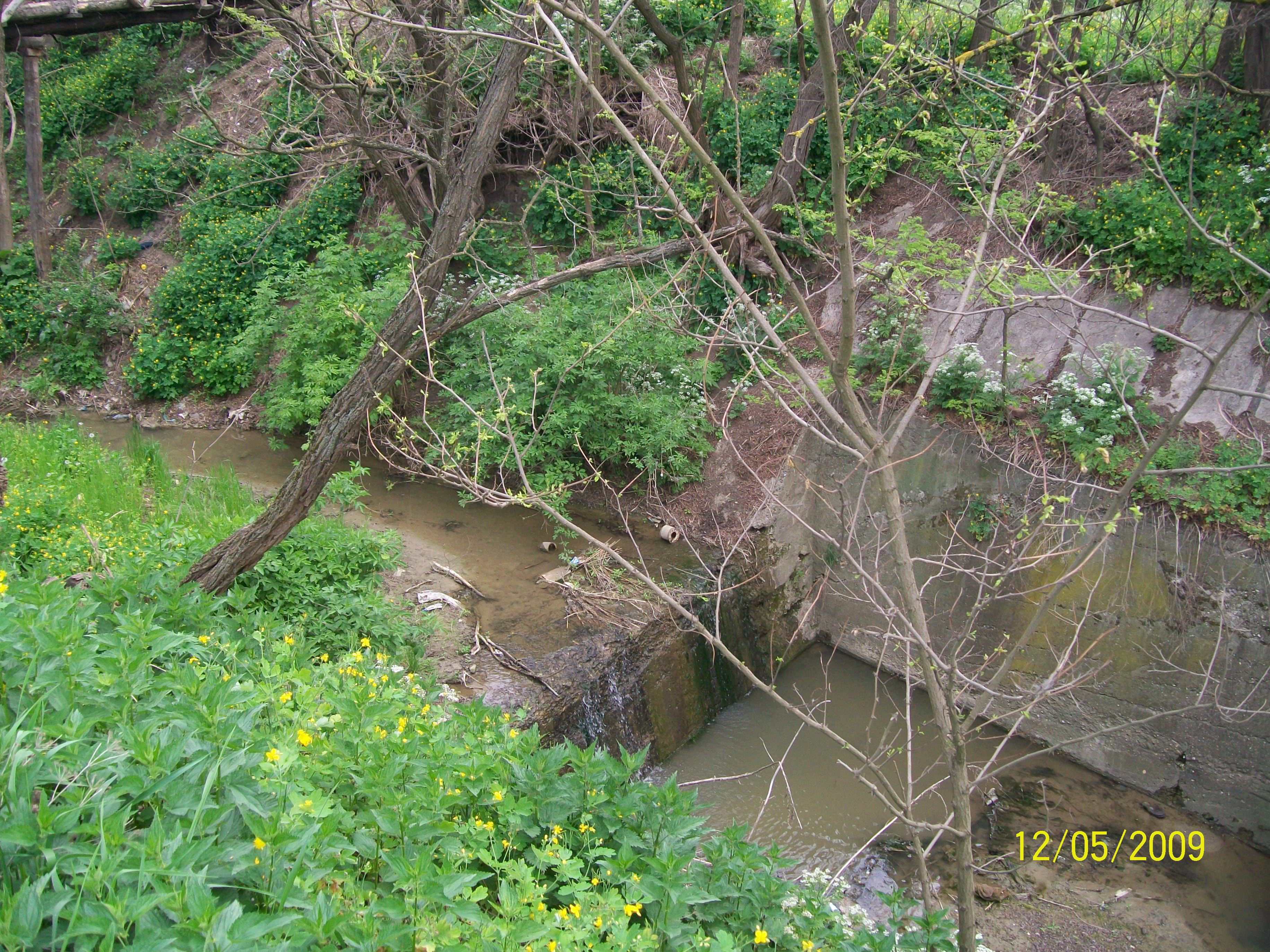
Baraj din beton la Ibăneşti, Vaslui

Rețeaua hidrografică este reprezentată de râul Ibana și afluienții săi. Râul Ibana izvoraște din nordul comunei , strabate partea vestică a satului Mânzați, centrul satelor Ibănesti și Puțu Olarului , ajunge în comuna Băcani unde se unește cu râul Simila. Râul Simila se varsă la rândul său în Barajul de acumulare Râpa Albastră de langa orasul Barlad .
Afluienții raului Ibana :
- Pârâul Soci izvorăște în pădurea cu același nume în NE comunei, traversează zona estică a satului Mânzați apoi în sudul acestui sat se varsă in Ibana .
- Pârâul Corbu izvoraște în padurea Corbu aflată între satele Ibanești și Mânzați, în zona vestică, are o lungime de circa 1,5 km, parcurge circa 1 km din SVV spre NNE, apoi î-si schimbă direcția spre SEE și se varsă în Ibana. În anii secetoși, acest pârâu seacă sau nu mai ajunge în Ibana fiind oprit de iazuri făcute de săteni pentru irigarea legumelor sau a altor produse agricole.
- Pârâul Cojocariței izvoraște în vestul satului Ibănești, traverseaza Valea Cojocăriței din direcția SSV spre NNE apoi își schimbă direcția spre est , traversează zona vestică a satului, trece pe langă școală, grădiniță, dispensar , farmacie, camin cultural , monumentul eroilor și se varsă în Ibana, chiar în centrul satului, lângă statia de autobuz.
- Pârâul Fântânele are izvorul în NE satului Ibănești, se varsă în Ibana în zona de sud a satului reședința de comuna.
- Pârâul Oblic izvoraște în vestul satului Puțu Olarului și se vars în Ibana.

Pânza freatică în zona de șes este la 8-10 metri , iar în zonele înalte diferă foarte mult . În dealul “Valea Gorneilor” sătenii au găsit apă la 1,5 metri adâncime (la Fântâniță) iar pe dealul Candrea , la aceeași altitudine(circa 200 metri) sătenii au găsit apă la 18 metri . Întrucât bazinul hidrografic al râului Ibana este pe teritoriul comunei de numai 41,5 km pătrați și albia râului în cursul mijlociu și inferior se afla la mai mult de 3-4 metri adancime, în comună nu sunt pericole de inundații cu excepția zonelor de confluiență a parâielor Soci și Fântânele cu râul Ibana unde în urma ploilor însemnate cantitativ se pot inunda câteva hectare de culturi agricole. Pentru a preveni adâncirea albiei râului, s-au construit în perioada comunistă mai multe baraje din beton .

### Vegetația și fauna
Principalele specii lemnoase sunt stejarul(Quercus petra) pe dealurile înalte din vestul comunei și salcâmul (Robinia canina) pe dealurile mai joase. Alături de stejar, în pădurile Buciog si Oblic din vestul comunei mai sunt gorunul(Quercus petra), carpenul (Carpenus betulus), frasinul (Frasinus excelsior), teiul(Tilia tomentosa), arțarul (Acer campestris), paltinul (Acer pseudoplatanus). În zona de șes crește salcia (Salicis fragilis). Plantele cele mai des întâlnite pe pajiști și pășuni sunt paiușul (Festuca vallesiaca), trifoiul sălbatic (Trifofium pretenae), sparceta (Onabrychis vicisifolia) pirul( Agrapyrum cristatum), măzărichea (Vicis sative. Plantele de cultură sunt atacate de buruieni ca stirul (Atriplex), știrița(Amaranthus retrofelexus), troscotul (Paliganus eviculare), pelinul (Artemisia austriaca), mohorul (Sturis viridis), neghina (Agrostemma githago), pălămida (Cirsius arvense). Fauna este reprezentată de mistreț (Sus scofa), căprior (Capreolus capreolus), vulpe (Vulpes vulpes), dintre mamifere , și dintre păsări cioara (Corys corona), corbul (Corvus corax), privighetoarea (Luscinia luscinia), mierla (Turlus merula), gaița (Garulus glandarius). Dintre mamifere întâlneam și lupul (Canis lupus) dar se pare că a dispărut din zonă, ultima dată fiind văzut prin 1980 în pădurea de pe dealul Buciog în timpul unei partide de vânătoare. În zonă mai traiește cârtița, popândăul, șoarecele de câmp, dintre reptile întâlnim sopârla și unele specii de șerpi iar dintre insecte găsim majoritatea speciilor specifice zonei.

### Solurile
Solurile locale s-au format în condițiile împăduririi totale sau parțiale din trecut. Solurile bruno -argiloiluviale predomină în partea de nord și cea de sud-vest , unde pădurea are o puternică prezentă iar dealurile sunt mai înalte . În vestul satului Ibănești pe dealul Pleșa și în estul satului Mânzați predomină solurile cenușii iluviale. În lunca râului Ibana sunt soluri aluvionare iar pe versanții din estul satelor Ibănești și Puțu Olarului există zone de cernoziom, în special cernoziomul cambic dar sunt supuse degradarii și eroziunii datorate în primul rând utilizării nechibzuite de către locuitori .

### Resursele naturale
La resurse naturale putem menționa materialele folosite în construcții , lemn și nisip, luturi sau argile. Lemnul este folosit și pentru încălzirea locuințelor.

### Arii naturale protejate
În 1889, în unul din depozitele nisipoase din apropierea satului Mânzați , cercetătorul Grigore Ștefănescu a descoperit scheletul fosilizat al unui mamut din specia Deinotherium gigantissimum. Acest exemplar, astăzi una dintre piesele valoroase ale Muzeului de Științe Naturale „Grigore Antipa” din București, este singurul complet din lume. În 2005 printr-o hotarare a Consiliului Județean Vaslui terenul unde a avut loc descoperirea a devenit rezervatie paleontologica de interes național , la propunerea geologului Gabriel Sava .

## Caracterizare socio- economică

### Populația
Componența etnică a comunei Ibănești
     Români (92,41%)
     Alte etnii (7,59%)
Componența confesională a comunei Ibănești
     Ortodocși (92,33%)
     Alte religii (0,15%)
     Necunoscută (7,52%)
Conform recensământului efectuat în 2021, populația comunei Ibănești se ridică la 1.317 locuitori, în scădere față de recensământul anterior din 2011, când fuseseră înregistrați 1.451 de locuitori. Majoritatea locuitorilor sunt români (92,41%). Din punct de vedere confesional, majoritatea locuitorilor sunt ortodocși (92,33%), iar pentru 7,52% nu se cunoaște apartenența confesională.
Populația celor trei sate era de 1903 locuitori în 1930, a atins maximul înainte de industrializarea forțată, în 1959 la aproximativ 2300 (2605 loc. împreună cu satul Ghicani care în prezent aparține comunei Alexandru Vlahuță. Ghicani avea în anul 1977, 263 locuitori). Deși mulți au migrat în orașe, în anii 70 populația a rămas relativ constantă datorită natalitații ridicate încurajate de regimul comunist. După 1980 natalitatea a scăzut în special datorită îmbătrânirii populației, marea majoritate a tinerilor preferând să migreze în orașe. După căderea comunismului numărul locuitorilor a crescut lent dar nu datorită creșterii nivelului natalitații ci mai degrabă datorită reîntoarcerii în locurile natale a șomerilor și a pensionarilor ce migraseră în orașe industriale sau miniere cu ceva timp in urmă. Deși sporul natural e în prezent pozitiv în toate localitățile comunei, îmbătrânirea și pustiirea satelor este ireversibilă, tinerii preferând să migreze în străinătate sau în orașe cu perspective economice cum ar fi București sau Timișoara.

## Politică și administrație
Comuna Ibănești este administrată de un primar și un consiliu local compus din 9 consilieri. Primarul, George Pîrlog[*], de la Partidul Național Liberal, este în funcție din 1 noiembrie 2024. Începând cu alegerile locale din 2024, consiliul local are următoarea componență pe partide politice:
|  | Partid                    | Consilieri | Componența Consiliului | Componența Consiliului | Componența Consiliului | Componența Consiliului | Componența Consiliului | Componența Consiliului | Componența Consiliului |
|  | ------------------------- | ---------- | ---------------------- | ---------------------- | ---------------------- | ---------------------- | ---------------------- | ---------------------- | ---------------------- |
|  | Partidul Național Liberal | 7          |                        |                        |                        |                        |                        |                        |                        |
|  | Partidul Social Democrat  | 2          |                        |                        |                        |                        |                        |                        |                        |

### Învățământul

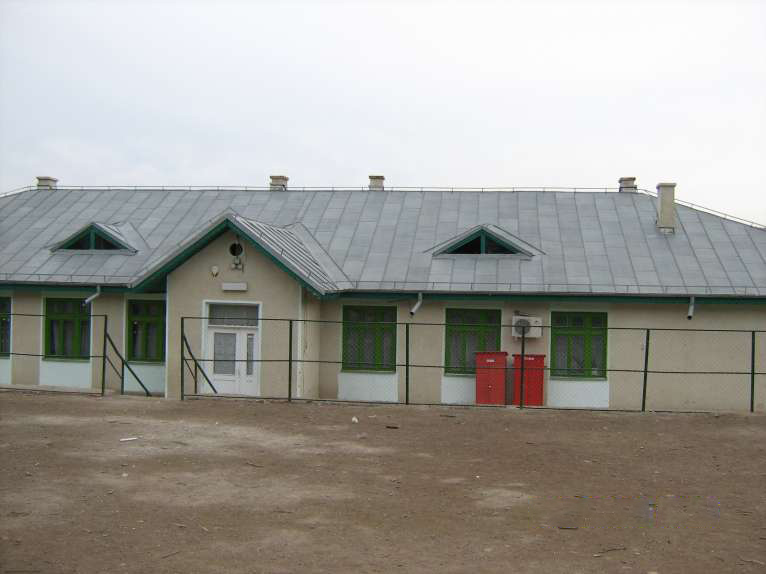
Şcoala Ibăneşti, Vaslui

În comuna Ibănești sunt grădinițe în satele Ibănești și Mânzați, școala primară în Mânzați și școala gimnazială la Ibănești.

### Așezările
În comună sunt câteva case din cărămidă arsă și unele mai noi din BCA sau bolțari din beton dar majoritatea locuințelor sunt construite din lemn , lut și paie.
- În Puțu Olarului acestea sunt amplasate numai în zona de șes sau în partea inferioară a dealului.
- La Ibănești vatra satului e amplasată de o parte și de alta a râului Ibana . În sudul satului, intravilanul se extinde și pe dealul dintre pârâul Fântânele și râu, vreo 20 de case pe o vale transversală spre est numită Valea Gorneiului. În această zonă era un sat numit Gornei dar în 1968 acesta s-a unit cu Ibanești. În zona centrală. casele s-au construit și la baza dealurilor din vest iar in nord s-au construit case pe dealul din est. Potrivit localnicilor, vatra vechiului sat Ibănești se afla pe valea Cojocariței iar în partea de sud era satul Gornei pe Valea Gorneiului.
- Satul Mânzați are cea mai veche atestare , existența satului a fost menționată într-un document emis pe 24 aprilie 1434. Actualmente, actul este păstrat în Arhivele Centrale de Stat din Varșovia, într-o secțiune dedicata Moldovei. Actualul sat are vatra de o parte si de alta a raului Ibana si Soci si pe dealul dintre cele doua ape. In zona de vest casele s-au construit si la altitudini de peste 250 metri explicatia fiind existenta apei la suprafata in panza freatica. In aceasta zona se afla si ruinele unei biserici construită în jurul anului 1761, restaurată 1910, ruinată după 1940. Biserica este declarata monument istoric .

### Economia

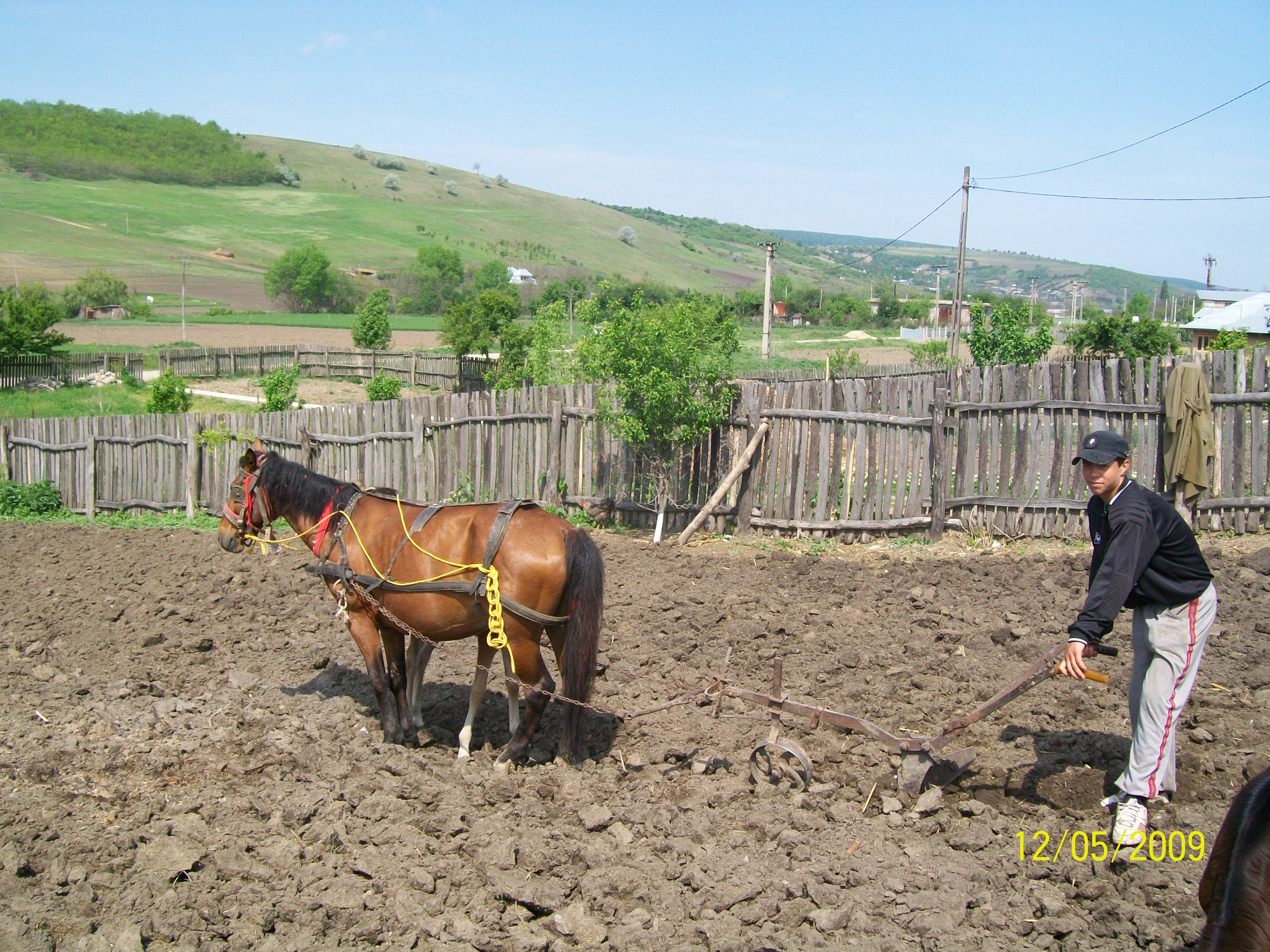
Agricultură la Ibăneşti. Vaslui

Județul Vaslui este unul dintre cele mai sărace județe din Romania și comuna Ibănești este una dintre cele mai sărace comune din județul Vaslui. Aceste două afirmații spun totul despre economia comunei. Ocupația de bază a locuitorilor este agricultura și creșterea animalelor. Dar, 1/2 din locuitorii comunei sunt pensionari , terenurile agricole sunt destul de degradate, secete sunt aproape în fiecare an, Bârladul, cel mai apropiat oraș este destul de sărac. În afara câtorva persoane care au reușit să-și procure mașini și utilaje agricole și terenurile cele mai fertile pe care le au în arenda sau proprietate, ceilalți “agricultori” practica o agricultura de subsistență sau lucrează munci sezoniere în alte zone ale țarii . Cei mai tineri au plecat în număr mare in străinătate, cei mai multi în Italia, dar și în Spania, Franța sau Germania. Dintre cei plecați, marea majoritate nu doresc să se mai reîntoarcă în satul natal, unii dintre ei stabilindu-se deja împreuna cu familia în străinătate sau în orașe cu mai multe perspective din Romania. Dintre societățile comerciale cu obiect de activitate agricultura și creșterea animalelor menționăm SC Tuțanu SRL cu sediul în Ibănești și SC Doi amici SRL cu sediul în comuna vecină Băcani dar cu principalele activități în Ibănești. SC Doi amici SRL are și o mică fabrică de pâine. Ambele societăți comerciale au ca obiect de activitate și comerțul. În afara celor două societăți agricole mai sunt familii ce dețin 1 sau 2 tractoare pe care le folosesc de regula pentru lucrul terenurilor proprii. Deși populația este îmbătrânită, conform obiceiului și tradiției majoritatea familiilor indiferent de vârstă crește cel puțin un porc sa-l taie în ajunul Crăciunului, păsări sau chiar și bovine în curte. Astfel o familie formată în medie din 2,5 membri are în proprietate 1 bovină, 1,1 porci, 2,5 oi și 22,5 păsări. Păsările și porcii se cresc în gospodărie iar bovinele și ovinele sunt păscute cu ”rândul” sau contra cost de ciobanii și respectiv văcarii satului. Fiecare familie are de regulă în curte sau pe câmp o mica suprafață de vița de vie , vinul fiind folosit de cele mai multe ori pentru consumul propriu. Unii au abandonat agricultura trăind din pensie sau ajutoare sociale , merg la munci sezoniere , au plecat în străinătate Alții lucrează pământul cu ce au în proprietate adică calul și sapa. Dintre suprafețele cultivate pe un loc fruntaș se află porumbul, apoi grâul și secara , ovăz și floarea soarelui. Mai nou, sau cultivat suprafețe cu rapiță. În zona de șes se mai cultivă legume, tutun și pepeni dar și fasole si cartofi.

### Turismul
Ruinele bisericii construite în Mânzați în 1761 ar putea fi considerat un obiectiv turistic, dar izolarea comunei fată de arterele rutiere principale și slaba dezvoltare economică a zonei este un obstacol. Rezervația paleontologică din Mânzați este de interes național și poate fi inclusă în circuite turistice . Până în prezent au fost la rezervație mai multe grupuri de elevi si studenți. În afara celor două puncte turistice principale nu trebuie neglijat peisajul variat și sălbatic în special în zona de vest a comunei. În satul Puțu Olarului s-a născut scriitorul Constantin Chiriță , autorul cunoscutului roman "Cireșarii" . Mai multe grupuri de elevi din Bârlad au venit în zonă într-o excursie numită de ei “Pe urmele cireșarilor”.
Pentru a spera la dezvoltarea turismului în comună trebuie mai întâi să se dezvolte economic întreaga zonă a Moldovei.

### Sportul

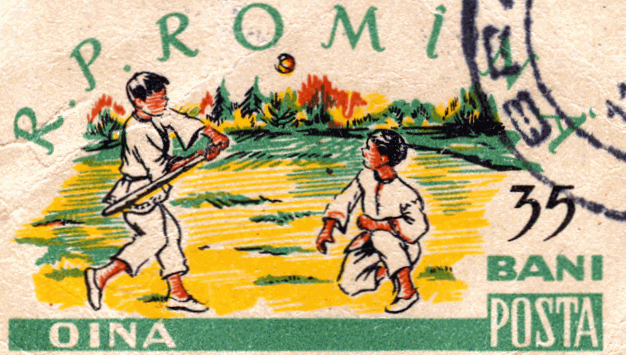
Timbru reprezentând joc oina

Jocul de oină s-a practicat de secole în toate zonele țării , deci inclusiv în zona Moldovei.
Jocul era numit de localnicii din satele componente ale comunei "țurca" sau "țâca". Deși oficial trebuiau formate doua echipe de câte 11 jucători, sătenii improvizau teren de oină pe maidane sau chiar pe drumurile satești și jucau "tâca" formand echipe de 4, 5, 6,7 sau chiar 3 persoane, modificând «regulamentul» jocului. Mingea folosită era de obicei făcută din bucați de pânză legate cu ată din cânepă. Ocupația de bază a sătenilor fiind agricultura, perioada în care se juca cel mai mult tâca era începutul primăverii, înainte de începerea campaniei agricole de primăvara. Apoi sportul revenea în prim plan spre sfârșitul verii după recoltarea grâului, înainte de recoltarea strugurilor și a porumbului. Spre sfârșitul lunii iulie și în luna august era perioada în care se organizau bâlciuri în sate din comune învecinate și în orașul Bârlad (20 iulie la Florești, 6 august la Alexandru Vlahuță, 29 august Bârlad) În perioada comunistă se organizau bâlciuri și în comuna Ibănești, pe 23 august, în satul Mânzați. La “bâlciuri” se organizau uneori și concursuri de “trânte” la care participau cei mai vânjosi tineri din sat. Oina a fost cel mai popular sport până în perioada interbelică când fotbalul a devenit în prim-plan. Apoi, în fiecare zi de sărbătoare se organizau meciuri între echipe din comună sau din comune învecinate. Tradiția meciurilor de fotbal a continuat și-n perioada comunistă, echipa s-a înscris în liga județeană a județului Tutova (cu resedința la Bârlad) apoi după reorganizarea administrativ-teritorială din 1968 s-a înscris în liga județeana Vaslui. Echipa se numea «Avântul Ibănești». În 1980, terenul de fotbal a fost transformat de comuniști în teren arabil, un alt teren de fotbal fiind creat aproape de școala, pe șes în zona numită "Țarnă", teren folosit aproape exclusiv de elevi deoarece datorită migrației tinerilor către orașe, devenise dificil de creat o echipă de fotbal formată din adulți. După căderea comuniștilor, terenul de sport al comunei a revenit pe vechiul amplasament, o perioadă jucându-se doar meciuri ocazionale între amatori, din 2006 participând din nou în liga județeană, o echipă fiind formată la inițiativa lui Sorin Pârlog, în acea perioadă profesor de sport la școala Ibănești. Echipa a participat în liga județeana între 2006 și 2009, apoi nu a mai participat datorită faptului că pe teren a fost începută construcția unei clădiri pentru un nou sediu al primăriei, ultimele meciuri din liga județeană având loc pe terenul sportiv din alte localitați, cel mai adesea pe terenul din satul Alexandru Vlahuță.
Dupa ce a fost turnată fundația din beton pe fostul teren de fotbal, lucrările la construcție au stagnat din lipsa fondurilor, dar și din cauza protestelor localnicilor care în marea lor majoritate doreau să aibă în comună un teren pentru activitați sportive.
Decizia de a construi o clădire pe terenul de sport a fost criticată atât de presa locală, cât și de cea centrală.
Pe acel teren însă se joacă în continuare fotbal, tenis de câmp, oina, chiar dacă condițiile nu sunt potrivite pentru a se forma o echipă competitivă care să participe în competițiile locale, județene sau regionale.

### Cultură, tradiții, legende

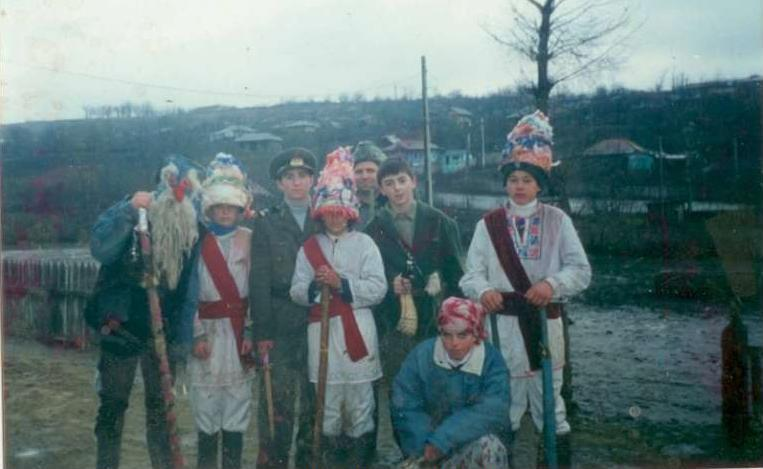
Haiducii din Mânzaţi

Elevii și cadrele didactice din școli organizează spectacole și serbari pentru a marca sărbatorile naționale și religioase importante din timpul anului. Și primăria organizează diverse activitați culturale …în special în anii electorali. În timpul sărbătorilor de iarnă nu lipsesc obiceiurile și datinile strămoșești dintre care amintim plugușorul, jocul caprei , colindele sau haiducii . În rândul sătenilor au rămas vii numeroase superstiții și legende. O legendă are darul și acum să suscite interesul și să aprindă imaginația localnicilor. Se spune că în “Corbu” tătarii ar fi îngropat sub poala pădurii, care întregi cu „rodul“ jafurilor, ori că localnicii și-ar fi îngropat averile. Cert este că legenda s-a transmis prin viu grai din generație în generație și nu puțini au fost cei care s-au ostenit să găsească comorile. Batrânii spun că în noaptea de Înviere, pe dealul Corbu răsar flăcări deasupra locurilor unde se crede că ar fi ascunse comorile.

## Personalități
- Stelian Baboi, scriitor, (n. 12 septembrie 1938, Mânzați, județul Tutova, actualmente Vaslui -d.2004).
- Constantin Chiriță, scriitor, născut la 12 martie 1925 în familia unor învățători din comuna Ibănești, județul Vaslui - decedat la 14 noiembrie 1991 în localitatea Bonn-Konigswinter - Germania